# Gewerkschaft Brucher Kohlenwerke
Die Gewerkschaft Brucher Kohlenwerke (tschech.: Těžařstvo Lomské uhelné doly) war eine Braunkohle-Bergwerksgesellschaft im heutigen Tschechien. Die Bergwerke der Gesellschaft befanden sich in der Nähe von Bruch (heute Lom u Mostu) im Nordböhmischen Becken. Der Sitz der Gesellschaft war Teplitz-Schönau.

## Geschichte
Gegründet wurde die Gewerkschaft Brucher Kohlenwerke 1888, um die Kohlevorkommen bei Bruch zu erschließen und abzubauen. Von einer Prager Bank erwarb die Gesellschaft insgesamt 569 ha Grubenfelder.
Am 30. Dezember 1940 ging die zuletzt als Brucher Kohlenwerke AG firmierende Gesellschaft durch Arisierung aus dem Besitz der jüdischen Industriellen-Familie Weinmann in der Sudetenländischen Bergbau AG (SUBAG), einer Tochtergesellschaft der Hermann-Göring-Werke auf.

## Bergwerke
1939 betrieb die Gesellschaft folgende Tiefbaugruben:
- Kohinoorschächte in Bruch
- Marie in Bruch
- Paul II in Oberleutensdorf
- Plutoschächte in Wiesa
- Johann II in Maria Radschitz
- Himmelfürst in Hammer
- Venus in Kopitz
- Ignis in Prohn

## Eisenbahn
Im Umfeld ihrer Gruben betrieben die Brucher Kohlenwerke ein umfangreiches normalspuriges Werkbahnnetz. Zum Heranschaffen der im Kohlebergbau nötigen Versatzmaterialien bestand die sog. Brucher Sandbahn, auf der eigene Lokomotiven eingesetzt wurden (siehe GBK 001–003).